# Masallı Rayonu
Masallı Rayonu är ett distrikt i Azerbajdzjan. Det ligger i den sydöstra delen av landet, 190 km sydväst om huvudstaden Baku. Antalet invånare är 183 532.
Följande samhällen finns i Masallı Rayonu:
- Arkewan
- Masally
- Taza Alvady
- Boradigah
- Mahmudavar
- Dadva
- Xıl
- Staryye Alvady
- Musakyudzha
- Giga-Chel
- Balıqçılar
- Gyulu-Tapa
- Banbaşı
- Qızılavar
- Bedelan
- Sharafa
- Şatıroba
- Tyukevilya
- Gariblyar
- Kechakli
- Sygdash
- Sarchuvar
- Babaser
- Seyfadyn
- Miyanku
- Mamedoba
- Kəlbəhüseynli
- Kazvinoba
- İkinci Yeddioymaq
- Qodman
- Hüseynhacılı
- Samit-Khan
- Alışanlı
- Lyuran
- Xallıcalı
- Kubin
- Niahnyaya Taklya
- Azizabad
- Samedkhanly Vtoroye
- Nazaruba
- İmanlı

Trakten runt Masallı Rayonu består till största delen av jordbruksmark. Runt Masallı Rayonu är det ganska tätbefolkat, med 192 invånare per kvadratkilometer.